# Uhrenwerke Ruhla

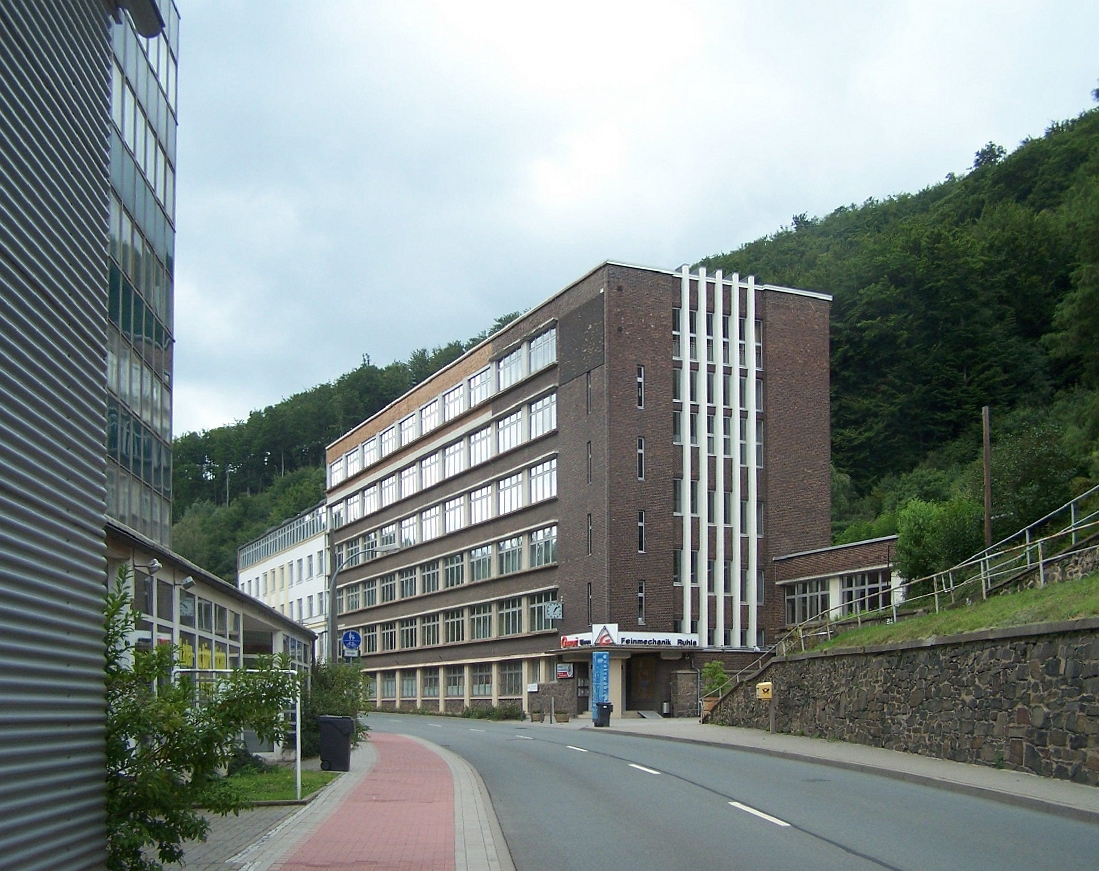
Uhrenwerk Ruhla, erhalten gebliebenes Hauptgebäude; das Hochhaus am linken Bildrand wurde 2014 abgerissen

Der VEB Uhrenwerk Ruhla war ein Betrieb in der DDR mit Sitz in Ruhla. Die bekanntesten Produkte des volkseigenen Großbetriebes sind Uhren, die in großer Stückzahl unter dem Label ruhla produziert und vertrieben wurden. Darüber hinaus wurden in dem Betrieb Werkzeugmaschinen hergestellt.

## Geschichte

### Gebrüder Thiel GmbH

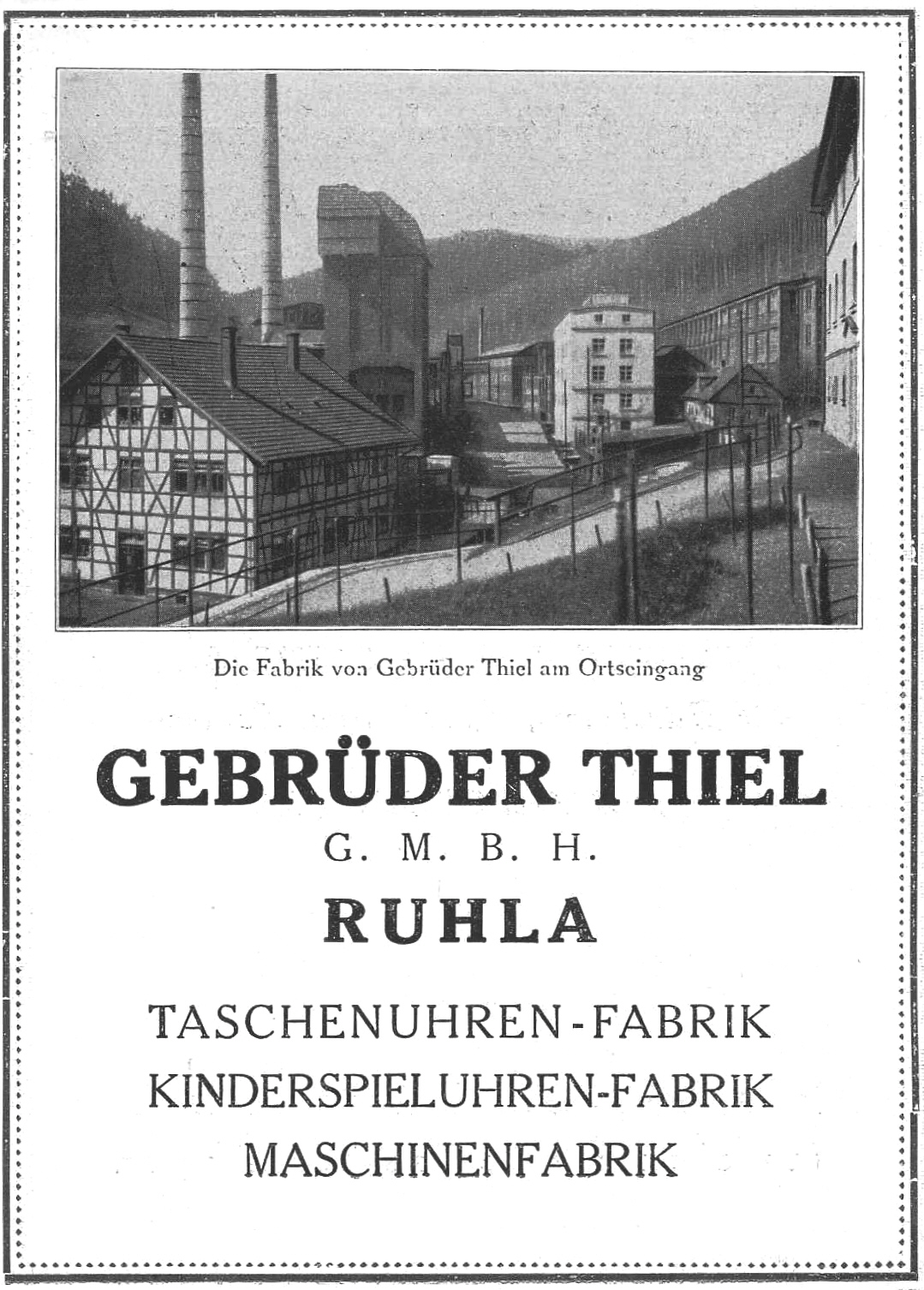
Werbeanzeige der Gebrüder Thiel GmbH mit Werksansicht (um 1920)

Wann die Brüder Christian und Georg Thiel ihre Metallwarenfabrik in Ruhla/Thüringen, Köhlergasse 29 gründeten, ist nicht belegt. Der Zeitpunkt liegt zwischen dem 25. Juni 1861 (Hochzeit Christians) und dem 1. März 1862 (erste bekannte Inventur). Die Inventur weist ein anfängliches Kapital von 2452 Talern aus.
Das damalige Unternehmen startete mit Pfeifenbeschlägen als Hauptprodukt und war einer von mehreren Betrieben in Ruhla, was sich aus dem dort seit Jahrhunderten ansässigen Metallhandwerk erklärt. Nach kurzer Zeit wurden weitere Kleinmetallartikel produziert, so dass ab 1871 auch Umsätze im Ausland anfielen. Zu dieser Zeit zählte der Betrieb 80 Mitarbeiter.
Durch die Gewinne konnte das Unternehmen stark expandieren. Georg Thiel gründete 1867 ein eigenes Unternehmen und Christian Thiel kaufte sich in den damals größten Ruhlaer Betrieb des Unternehmens Bardenheuer ein. Im Jahre 1873 siedelte der Betrieb auf das Gelände der Reiß’schen Filzfabrik im Ruhlaer Grund um, wo sich der Stammsitz des Werkes bis zur Zerschlagung befand. Durch die Nutzung der Wasserkraft durch den durch das Gelände fließenden Erbstrom konnte die Effektivität weiter gesteigert werden. Die großindustrielle Fertigung wurde 1874 begonnen. Der auslösende Artikel war die Kinderspieluhr. Diese wurde in großen Mengen nach England und in die USA verkauft. Der Gesamtumsatz betrug 1879 500.000 Mark.
Ende der 1880er Jahre spezialisierte sich das Unternehmen mit der Ruhlaer Taschenuhr von 1891 auf das zukünftige Kerngeschäft Uhren, speziell auf günstige, aber dennoch zuverlässige Taschenuhren. 1897 wurden bereits 4000 Stück pro Tag hergestellt, eine weiterentwickelte Taschenuhr wurde ab 1901 angeboten. Gleichzeitig begann die Entwicklung von Spezialmaschinen und -werkzeug für die Herstellung von Uhren.
Die größten Profite wurden im Ersten Weltkrieg mit der Fertigung von Zündern für Granaten erzielt. Im Zuge der Aufrüstung der Wehrmacht wurde 1937 im Mühlhäuser Stadtwald das Tochterunternehmen Gerätebau GmbH angesiedelt, das im Zweiten Weltkrieg Hauptlieferant von Zünder-Uhrwerken für Flakgranaten (8,8-/10,5- und 12,8-cm-Flak) war. Das Amt „Schönheit der Arbeit“ verlieh dem Unternehmen dafür den Titel eines „Nationalsozialistischen Musterbetriebs“. Am Ende des Krieges beschäftigte Thiel fast 10.000 Menschen, in der Mehrzahl Zwangs- und „Ostarbeiter“. Nach der Besetzung Ruhlas am 8. April 1945 durch US-amerikanische Truppen wurde zunächst die Arbeit eingestellt und dann die gesamte Belegschaft entlassen.

### Volkseigener Betrieb

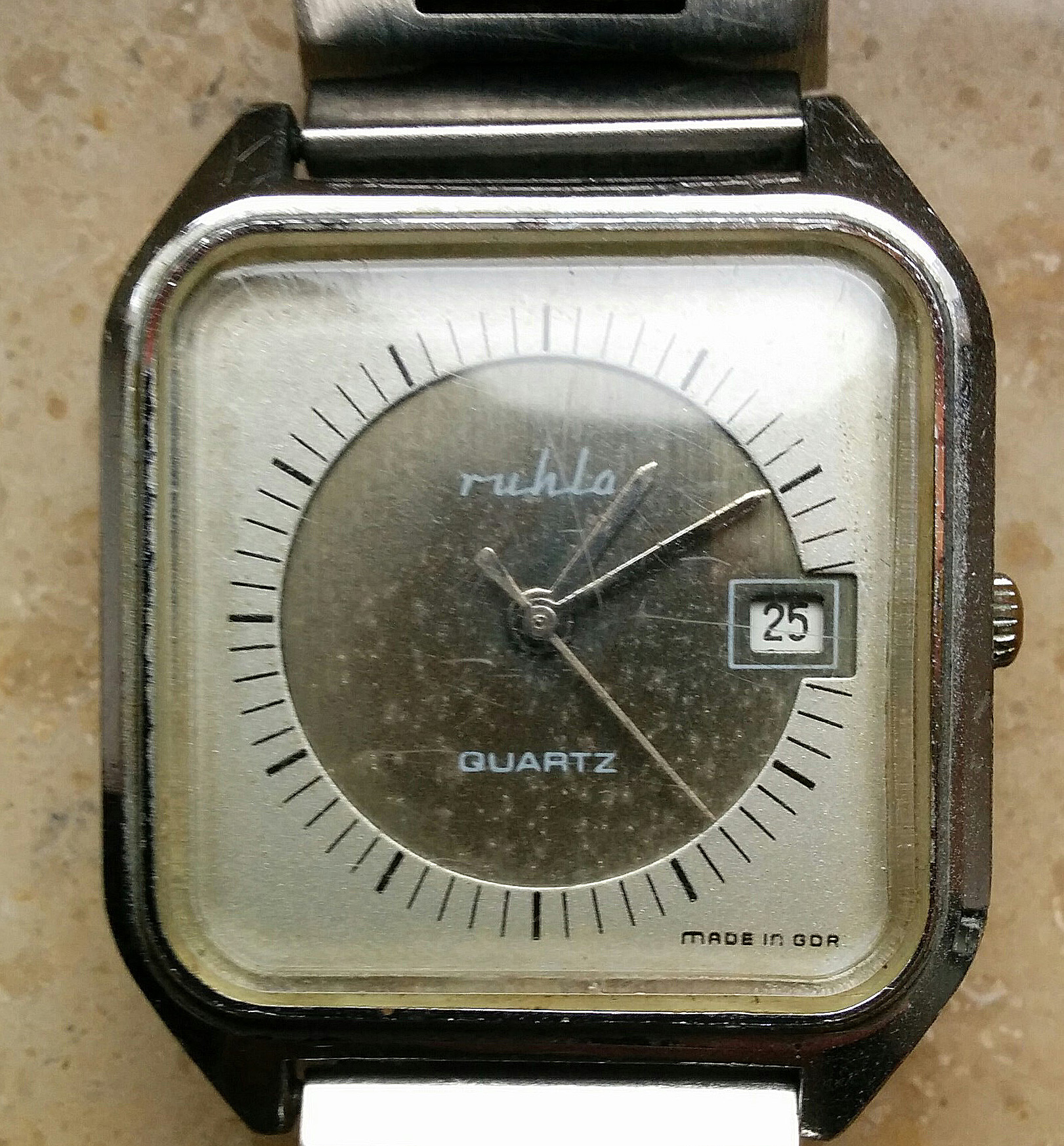
Quarzarmbanduhr aus dem Jahre 1982 mit dem Zifferblattsignet 'ruhla'

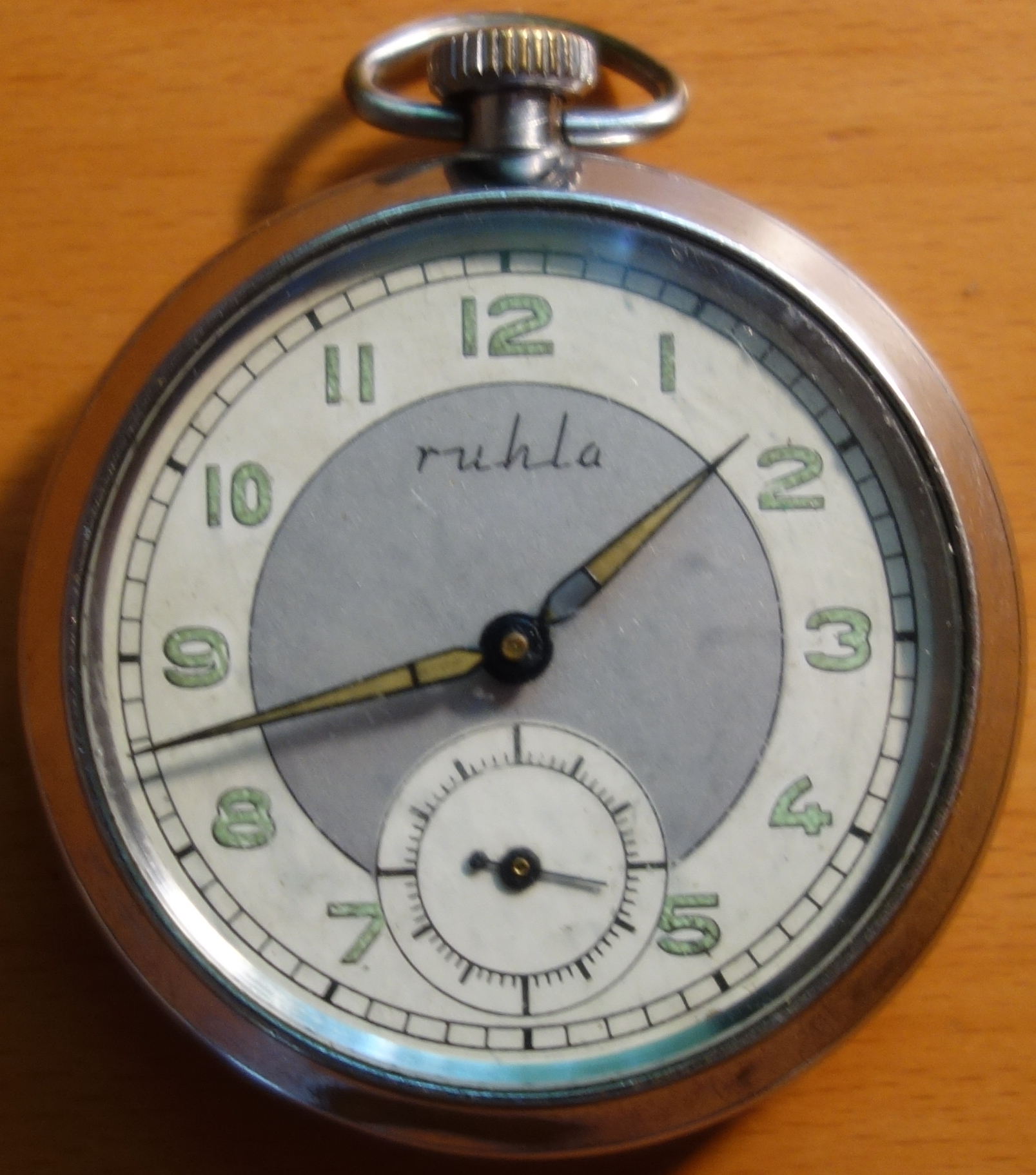
Taschenuhr von Ruhla

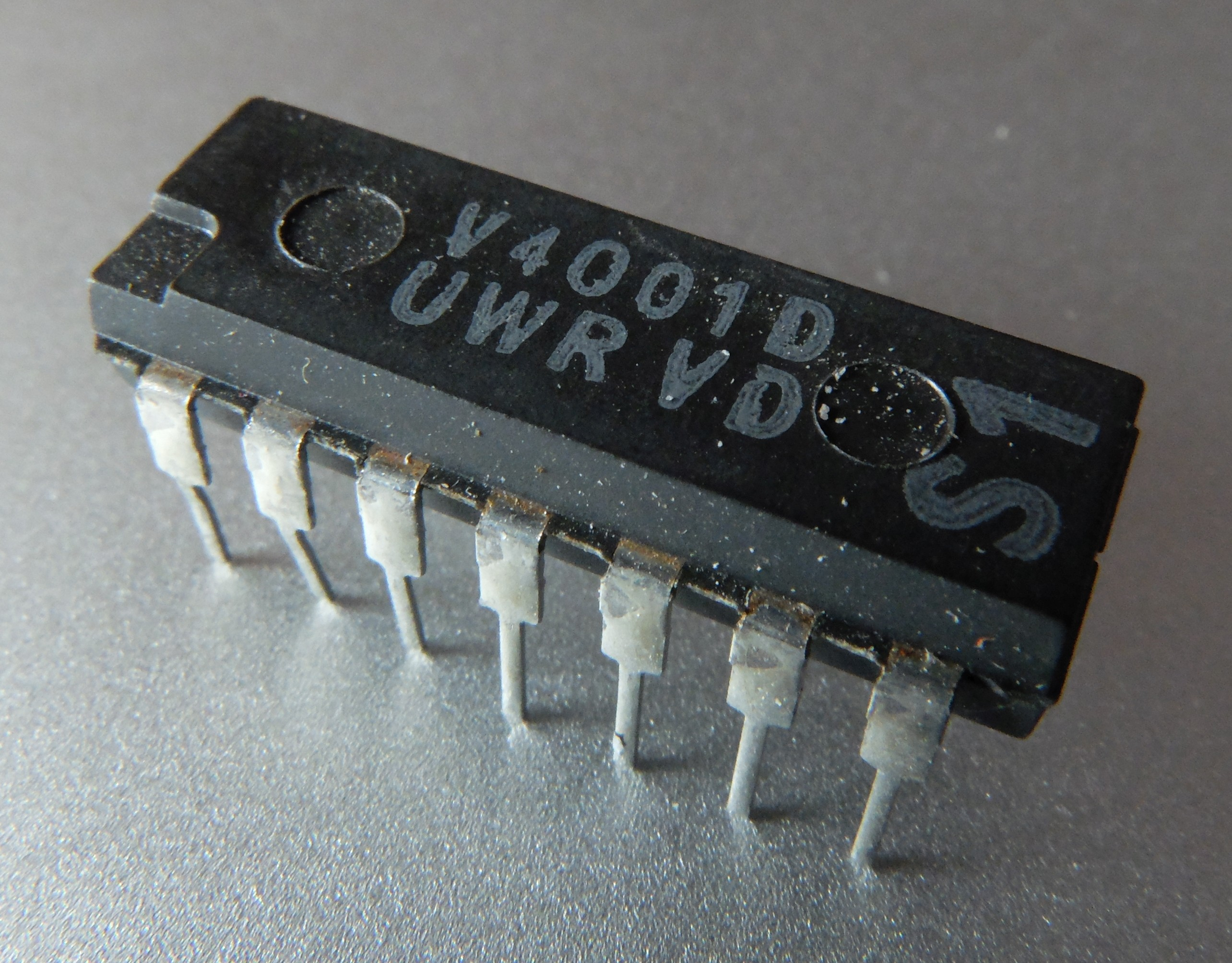
CMOS-Logikschaltkreis aus dem Uhrenwerk Ruhla (1987)

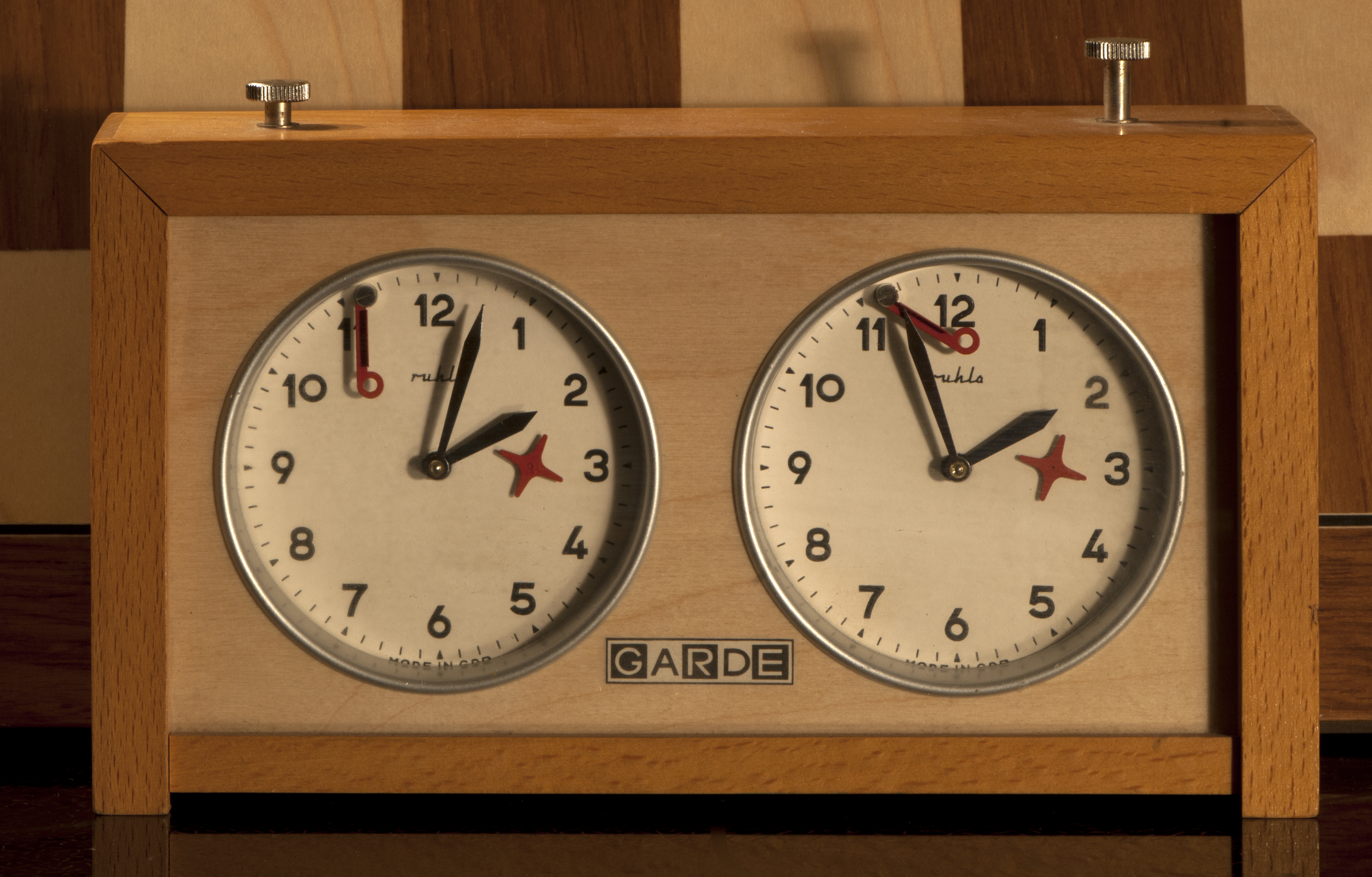
Eine GARDE-Schachuhr der Uhrenwerke Ruhla

Ruhla lag in der sowjetischen Besatzungszone. In der ersten Julihälfte 1945 wurde die Produktion wieder aufgenommen und 1949 konnte die bis dato höchste Produktionsmenge von 1938 sogar überboten werden. Am 1. Mai 1952 wurde das Unternehmen auf Beschluss der Regierung der UdSSR verstaatlicht. Inzwischen wurde in dem nunmehrigen VEB Uhren- und Maschinenfabrik (Zifferblattsignet: UMF) das Augenmerk auf eine großserientaugliche Produktion gelegt. 1961 wurde mit der Ruhla electric die erste elektrische Armbanduhr der DDR auf der Leipziger Messe als Eigenentwicklung vorgestellt. Das erfolgreichste Modell dieser Zeit war das Kaliber 24. Armbanduhren mit diesem Kaliber wurden von 1963 bis 1991 mehr als einhundert Millionen Mal verkauft. Von dem weltweit exportierten Modell wurden bis zu 30.000 Stück pro Tag gefertigt. Am 1. März 1967 erfolgte der Zusammenschluss der Uhrenfabriken Ruhla, Glashütte und VEB Uhrenwerk Weimar zum VEB Uhrenkombinat Ruhla (Zifferblattsignet: ruhla), dessen Kombinatsdirektor der bisherige Werkleiter der UMF Heinz Wedler wurde. Ab 1978 firmierte der Betrieb nunmehr als VEB Uhrenwerke Ruhla (UWR). Als dieser war er Leitbetrieb des Leitbereichs Uhren im neugeschaffenen VEB Kombinat Mikroelektronik Erfurt, welches ebenfalls unter Wedlers Leitung kam.
Neben Uhren produzierte das Werk auch hochwertige Werkzeugmaschinen, die, vor allem in den 1970er-Jahren, internationalen Standards durchaus gerecht wurden, sowie integrierte Schaltkreise (insbesondere integrierte Schaltkreise für Uhren). Zeitweise hatte UWR über 10.000 Beschäftigte.
Das Kombinat vergab einen Kunstpreis.

### Nachfolgebetriebe
Nach der Wende wurde das volkseigene Kombinat von der Treuhandanstalt in mehreren Teilen privatisiert. Aus dem VEB Uhrenwerk Ruhla wurde zunächst die „Uhrenwerke Ruhla GmbH“, dann entstanden daraus oder durch Neugründung etwa 40 neue Unternehmen, in Ruhla und Seebach waren dies unter anderem die Ruhlamat Automatisierungstechnik GmbH, die SMR Sondermaschinen GmbH und die DECKEL MAHO Seebach GmbH. Ruhlamat und SMR Sondermaschinen sind heute Teil der Mack Holding, während DECKEL MAHO Seebach dem Werkzeugmaschinen-Konzern DMG Mori gehört.
Als einziger Uhrenhersteller in Ruhla blieb die Gardé Uhren und Feinmechanik Ruhla GmbH bestehen. Die Firma stellte Uhren mit der Bezeichnung „Gardé“ – unter diesem Namen wurden in der DDR Schachuhren in den Handel gebracht – sowie Uhren mit der Bezeichnung „Ruhla“ her.
Nach der Insolvenz der Firma Gardé im Sommer 2019 wurde die Uhrenmontage und deren Mitarbeiter, sowie das Uhren-Museum und das Gebäude von dem langjährigen Kunden POINT TEC Products Electronic GmbH übernommen, einem der größten deutschen Uhrenhersteller, der unter anderem auch die Uhrenmarke Junkers übernommen hatte und Hersteller von Zeppelin-Uhren ist. Im Zuge der Firmenübernahme wurde das Unternehmen wieder in Uhrenwerke Ruhla GmbH umbenannt.

## Gebäude
Nach 1990 wurde der Großteil der Werks- und Produktionsgebäude abgerissen, zuletzt 2014 das im Volksmund als „blaues Wunder“ bezeichnete, in den 1970er Jahren errichtete Verwaltungshochhaus. Erhalten blieb das Verwaltungsgebäude aus dem Jahr 1929, welches heute die Uhrenwerke Ruhla GmbH und ein Uhrenmuseum beherbergt.
Der sechsgeschossige Stahlbetonskelettbau mit Klinkerverkleidung wurde 1929 nach Entwürfen des Architekturbüros Schreiter & Schlag erbaut, die unter anderem auch in Jena das Zeiss-Südwerk, das Planetarium und das Capitol-Kino entwarfen.